# Kryzys międzynarodowy
Kryzys międzynarodowy – stan destabilizacji i napięcia pomiędzy uczestnikami stosunków międzynarodowych, ze względu na starcie interesów będących racją stanu, wykraczające poza poziom akceptowalny przez nich w pokojowym współistnieniu.
Trudności w porozumiewaniu się stron z powodu wyczerpania dyplomatycznych rozwiązań mogą spowodować użycie sił i środków na rzecz interesu państwa. Kryzys może się przerodzić w konflikt międzynarodowy lub wojnę. Kryzys międzynarodowy poprzedza konflikt międzynarodowy lub stanowi jego pierwszą fazę.